# Irena Weissowa
Irena Weissowa pseud. „Aneri”, urodzona Silberberg (ur. 1 października 1888 w Łodzi, zm. 20 marca 1981 w Krakowie) – malarka, małżonka malarza Wojciecha Weissa.

## Życiorys
Studia malarskie i rzeźbiarskie rozpoczęła w Szkole Sztuk Pięknych w Warszawie u Konrada Krzyżanowskiego, Karola Tichego i Xawerego Dunikowskiego.
W latach 1905–1906 studiowała w Monachium u Simona Hollósyego. Kontynuowała studia prywatnie w Krakowie u Wojciecha Weissa. Poślubiła go w roku 1908. Przybrała pseudonim „Aneri” stanowiący anagram imienia Irena. Często odwiedzała dom letniskowy męża w Kalwarii Zebrzydowskiej. W okresie I wojny światowej studiowała w Kunstgewerbeschule (Szkoła Rzemiosła Artystycznego) w Wiedniu.
Malowała głównie krajobrazy i martwe natury z kwiatami. Projektowała także witraże i mozaiki. Uczestniczyła w wystawach Towarzystwa Artystów Polskich „Sztuka”.
Pochowana została w grobowcu rodzinnym Weissów w Zebrzydowicach.